# The Heart of the Race: Black Women's Lives in Britain
The Heart of the Race: Black Women's Lives in Britain est un ouvrage publié en anglais en 1985 par Beverley Bryan, Stella Dadzie et Suzanne Scafe, considéré comme une contribution importante à l'histoire intellectuelle des femmes noires britanniques. 
Le livre traite de l'histoire de l'immigration afro-caribéenne au Royaume-Uni. Il s'agit d'une étude socio-historique qui examine l'expérience collective des femmes noires au Royaume-Uni après la Seconde Guerre mondiale, et explore leur relation avec l'État britannique tout au long de sa longue histoire d'esclavage, d'empire et de colonialisme. L'ouvrage décrit en particulier le rôle joué par les femmes britanniques noires dans l'économie d'après-guerre, y compris le développement du National Health Service (NHS), en plus de discuter du travail antiraciste dans lequel les femmes britanniques noires ont été impliquées.
Bien qu'il soit crédité à Bryan, Dadzie et Scafe, le livre a été co-écrit avec plusieurs autres femmes du Brixton Black Women's Group (BWG),. Le BWG avait initialement prévu que The Heart of the Race soit crédité au BWG dans son ensemble. Virago Press, une maison d'édition féministe blanche basée à Londres, a refusé d'utiliser un nom collectif et a préféré ne créditer que trois membres du BWG. The Heart of the Race a été dédié à Olive Morris, cofondatrice du BWG décédée en 1979.
The Heart of the Race a été réédité en 2018 par Verso Books.

## Récompenses
- Le livre a remporté le Martin Luther King Memorial Prize (en) en 1985[3],[7].